# Marian Kubasiewicz

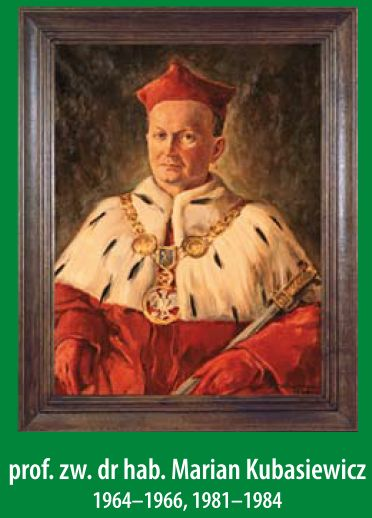
Obraz w sali Senatu Uczelni

Marian Kubasiewicz (ur. 25 stycznia 1921 w Chybicach, zm. 23 lutego 1997 w Szczecinie) – polski profesor nauk weterynaryjnych w zakresie anatomii zwierząt, archeozoologii i teratologii, nauczyciel akademicki

## Życiorys
Marian Kubasiewicz ukończył studia na Wydziale Weterynarii Uniwersytetu Wrocławskiego (1950). Stopień doktora otrzymał w 1952, stopień doktora habilitowanego w 1960, tytuł profesora nadzwyczajnego w 1967, a tytuł profesora zwyczajnego – w 1974. Na emeryturę przeszedł w 1991.
Został pochowany na Cmentarzu Centralnym w Szczecinie w kwaterze 31C/3/2A.

## Praca naukowo-dydaktyczna
W latach 1947–1949 pracował w Katedrze Anatomii Zwierząt Uniwersytetu Wrocławskiego, a po reorganizacji – w Wyższej Szkole Rolniczej we Wrocławiu (1949–1955). W 1955 przeniósł się do Szczecina, gdzie został kierownikiem Katedry Anatomii (1955–1991) Wyższej Szkoły Rolniczej w Szczecinie. Zainteresowania naukowe obejmowały anatomię, archeozoologię i teratologię. Był pionierem zastosowania informatyki przy gromadzeniu danych o wadach rozwojowych bydła. Wraz ze współpracownikami zgromadził i opracował ogromny zbiór zwierzęcych materiałów wykopaliskowych. Materiał ten dostarczył wielu interesujących informacji o archeofaunie różnych regionów Polski i niektórych rejonów Europy. Wyniki tych badań przyczyniły się do poznania sposobu chowu zwierząt gospodarskich, ich użytkowania, przebiegu udomowienia i biologicznych następstw domestykacji.
Opublikował 119 prac naukowych, w tym 14 studiów i rozpraw i 3 skryptów. Wypromował 4 doktorów.

## Udział w organizacji nauki
Pełnił funkcję prodziekana Wydziału Zootechnicznego (1956–1957), prodziekana Wydziału Rolniczego (1957), dziekana Wydziału Rolniczego (1961–1962), prorektora (1962–1962), rektora Wyższej Szkoły Rolniczej w Szczecinie (1964–1966) oraz rektora Akademii Rolniczej w Szczecinie (1981-1984).

## Wybrane publikacje
- Szczątki zwierząt średniowiecznych z Wolina. Rozprawa habilitacyjna. Uniw. Wrocł. Wrocław 1960[7][5]
- Z badań nad szczątkami zwierzęcymi z Zamku Szczecińskiego. „Mat. Zachodniopom.” 1960, 6, s.265–269
- Kartoteka perforowana dla biologów. Wyższa Szkoła Rolnicza w Szczecinie Szczecin 1968
- Zarys anatomii zwierząt domowych. PWN Warszawa 1974

## Odznaczenia
- Krzyż Kawalerski Orderu Odrodzenia Polski (1973)[4]
- odznaka Zasłużony Nauczyciel PRL[7]
- Medal Komisji Edukacji Narodowej[7]